# Gran Premio de España de Motociclismo de 1988
El Gran Premio de España de Motociclismo de 1988 fue la tercera prueba de la temporada 1988 del Campeonato Mundial de Motociclismo. El Gran Premio se disputó el 24 de abril de 1988 en el Circuito del Jarama. Este sería el último Gran Premio de España que se correría en el circuito madrileño después de 21 años. A partir de la temporada 1989 se trasladaría al Circuito de Jerez.

## Resultados 500cc
El australiano Kevin Magee se impuso en este Gran Premio. Salió desde la pole y tuvo una dura pugna con el estadounidense Eddie Lawson, que acabó segundo.
| Pos.     | Piloto                | Equipo                                   | Moto      | Tiempo     | Pts. |
| -------- | --------------------- | ---------------------------------------- | --------- | ---------- | ---- |
| 1        | Kevin Magee           | Team Lucky Strike Roberts                | Yamaha    | 54:52.476  | 20   |
| 2        | Eddie Lawson          | Marlboro Yamaha Team Agostini            | Yamaha    | +0.526     | 17   |
| 3        | Wayne Gardner         | Rothmans Honda Team                      | Honda     | +11.625    | 15   |
| 4        | Christian Sarron      | Sonauto Gauloises Blondes Yamaha Mobil 1 | Yamaha    | +17.452    | 13   |
| 5        | Niall Mackenzie       | Team HRC                                 | Honda     | +26.990    | 11   |
| 6        | Wayne Rainey          | Team Lucky Strike Roberts                | Yamaha    | +39.743    | 10   |
| 7        | Pierfrancesco Chili   | HB Honda Gallina Team                    | Honda     | +1:12.080  | 9    |
| 8        | Didier de Radiguès    | Marlboro Yamaha Team Agostini            | Yamaha    | +1:12.903  | 8    |
| 9        | Shunji Yatsushiro     | Rothmans Honda Team                      | Honda     | +1 Vuelta  | 7    |
| 10       | Ron Haslam            | Team ROC Elf Honda                       | Elf Honda | +1 Vuelta  | 6    |
| 11       | Raymond Roche         | Cagiva Corse                             | Cagiva    | +1 Vuelta  | 5    |
| 12       | Rob McElnea           | Suzuki Pepsi Cola                        | Suzuki    | +1 Vuelta  | 4    |
| 13       | Alessandro Valesi     | Team Iberia                              | Honda     | +1 Vuelta  | 3    |
| 14       | Daniel Amatriain      | Ducados Lotus Guarz                      | Honda     | +1 Vuelta  | 2    |
| 15       | Bruno Kneubühler      | Romer Racing Suisse                      | Honda     | +1 Vuelta  | 1    |
| 16       | Steve Manley          | Gateford Motors                          | Suzuki    | +1 Vuelta  |      |
| 17       | Rachel Nicotte        | PVI Racing                               | Honda     | +1 Vuelta  |      |
| 18       | Fabio Barchitta       | Racing Team Katayama                     | Honda     | +2 Vueltas |      |
| 19       | Nicholas Schmassman   | FMS                                      | Honda     | +2 Vueltas |      |
| 20       | Jean Luc Demierre     |                                          | Suzuki    | +2 Vueltas |      |
| 21       | Maarten Duyzers       | HDJ International                        | Honda     | +2 Vueltas |      |
| 22       | Christopher Burki     |                                          | Honda     | +2 Vueltas |      |
| Ret      | Ian Pratt             |                                          | Suzuki    | Ret        |      |
| Ret      | Kevin Schwantz        | Suzuki Pepsi Cola                        | Suzuki    | Ret        |      |
| Ret      | Eddie Laycock         | Millar Racing                            | Honda     | Ret        |      |
| Ret      | Marco Gentile         | Fior Marlboro                            | Fior      | Ret        |      |
| Ret      | Marco Papa            | Team Greco                               | Honda     | Ret        |      |
| Ret      | Andreas Leuthe        |                                          | Suzuki    | Ret        |      |
| Ret      | Fabio Biliotti        | Team Amoranto                            | Paton     | Ret        |      |
| Ret      | Wolfgang von Muralt   |                                          | Suzuki    | Ret        |      |
| Ret      | Gustav Reiner         | Team Hein Gericke                        | Honda     | Ret        |      |
| Ret      | Vincenzo Cascino      |                                          | Honda     | Ret        |      |
| Ret      | Claude Albert         |                                          | Suzuki    | Ret        |      |
| Ret      | Mike Baldwin          | Racing Team Katayama                     | Honda     | Ret        |      |
| DNS      | Tadahiko Taira        | Tech 21                                  | Yamaha    | DNS        |      |
| DNS      | Silvo Habat           | Fego Racing Team                         | Honda     | DNS        |      |
| DNQ      | Larry Moreno Vacondio |                                          | Suzuki    | DNQ        |      |
| DNQ      | Josef Doppler         | MRC Grieskirchen                         | Honda     | DNQ        |      |
| DNQ      | Tony Carey            |                                          | Suzuki    | DNQ        |      |
| Sources: |                       |                                          |           |            |      |

## Resultados 250cc
Victoria incontestable de Sito Pons que se impuso con autoridad, seguido por el también español Joan Garriga y el francés Jean-Philippe Ruggia. La nota trágica de la jornada fue el accidente del español Carlos Cardús. El catalán, que partía desde la pole, se salió en la primera vuelta y perdió su casco y se dio un golpe en la cabeza en tierra. Fue trasladado en helicóptero y se perdería los siguientes Grandes Premios.
| Pos. | Piloto                    | Moto       | Tiempo    | Pts. |
| ---- | ------------------------- | ---------- | --------- | ---- |
| 1    | Sito Pons                 | Honda      | 46:59.800 | 20   |
| 2    | Juan Garriga              | Yamaha     | +7.440    | 17   |
| 3    | Jean-Philippe Ruggia      | Yamaha     | +9.310    | 15   |
| 4    | Jacques Cornu             | Honda      | +18.850   | 13   |
| 5    | Masahiro Shimizu          | Honda      | +26.530   | 11   |
| 6    | Reinhold Roth             | Honda      | +29.140   | 10   |
| 7    | Luca Cadalora             | Yamaha     | +36.680   | 9    |
| 8    | Donnie McLeod             | EMC-Rotax  | +42.270   | 8    |
| 9    | Martin Wimmer             | Yamaha     | +42.790   | 7    |
| 10   | Manfred Herweh            | Yamaha     | +43.570   | 6    |
| 11   | August Auinger            | Aprilia    | +44.590   | 5    |
| 12   | Jean-Michel Mattioli      | Diamant    | +53.190   | 4    |
| 13   | Maurizio Vitali           | Yamaha     | +57.290   | 3    |
| 14   | Alberto Puig              | Honda      | +57.800   | 2    |
| 15   | Harald Eckl               | Aprilia    | +59.970   | 1    |
| 16   | Stefano Caracchi          | Honda      | +1:00.200 |      |
| 17   | Thierry Rapicault         | Fior       | +1:17.110 |      |
| 18   | Javier Cardelús           | Aprilia    | +1:21.670 |      |
| 19   | Kevin Mitchell            | Yamaha     | +1:22.190 |      |
| 20   | Alain Bronec              | Honda      | +1:22.380 |      |
| 21   | Guy Bertin                | Yamaha     | +1:30.500 |      |
| 22   | Patrick van den Goorbergh | Honda      | +1 Vuelta |      |
| 23   | Garry Cowan               | Yamaha     | +1 Vuelta |      |
| Ret  | Paolo Casoli              | Garelli    | Ret       |      |
| Ret  | Engelbert Neumair         | Aprilia    | Ret       |      |
| Ret  | Bruno Casanova            | Aprilia    | Ret       |      |
| Ret  | Loris Reggiani            | Aprilia    | Ret       |      |
| Ret  | Dominique Sarron          | Honda      | Ret       |      |
| Ret  | Anton Mang                | Honda      | Ret       |      |
| Ret  | Carlos Lavado             | Yamaha     | Ret       |      |
| Ret  | Jean-François Baldé       | Defi-Rotax | Ret       |      |
| Ret  | Helmut Bradl              | Honda      | Ret       |      |
| Ret  | Massimo Matteoni          | Yamaha     | Ret       |      |
| Ret  | Carlos Cardús             | Honda      | Ret       |      |
| Ret  | Urs Luzi                  | Honda      | Ret       |      |
| Ret  | Ivan Palazzese            | Yamaha     | Ret       |      |
| DNQ  | Christian Boudinot        | Fior       | DNQ       |      |
| DNQ  | Bruno Bonhuil             | Honda      | DNQ       |      |
| DNQ  | René Delaby               | Yamaha     | DNQ       |      |
| DNQ  | Urs Jücker                | Yamaha     | DNQ       |      |
| DNQ  | Jochen Schmid             | Honda      | DNQ       |      |
| DNQ  | Bernard Haenggeli         | Honda      | DNQ       |      |
| DNQ  | Hans Lindner              | Honda      | DNQ       |      |
| DNQ  | Siegfried Minich          | Yamaha     | DNQ       |      |
| DNQ  | Juan López Mella          | Honda      |           |      |
| DNQ  | Jean Foray                | Yamaha     | DNQ       |      |
| DNQ  | Juan Bravo                | Honda      | DNQ       |      |
| DNQ  | Hervé Duffard             | Honda      | DNQ       |      |
| DNQ  | René Zanata               | Yamaha     | DNQ       |      |
| DNQ  | Iván Troisi               | Yamaha     | DNQ       |      |
| DNQ  | Eddie Laycock             | EMC        | DNQ       |      |
| DNQ  | Roland Busch              | Yamaha     | DNQ       |      |

## Resultados 125cc
En el octavo de litro, doblete de españoles en podio. El valenciano Jorge Martínez Aspar se impuso y mantuvo distancia sobre Julián Miralles que se tuvo que conformar con la segunda posición.
| Pos. | Piloto               | Moto        | Tiempo    | Pts. |
| ---- | -------------------- | ----------- | --------- | ---- |
| 1    | Jorge Martínez Aspar | Derbi       | 45:20.860 | 20   |
| 2    | Julián Miralles      | Honda       | +17.400   | 17   |
| 3    | Gastone Grassetti    | Honda       | +19.890   | 15   |
| 4    | Fausto Gresini       | Garelli     | +20.120   | 13   |
| 5    | Adi Stadler          | Honda       | +22.040   | 11   |
| 6    | Gerhard Waibel       | Honda       | +35.800   | 10   |
| 7    | Hisashi Unemoto      | Honda       | +35.940   | 9    |
| 8    | Lucio Pietroniro     | Honda       | +38.800   | 8    |
| 9    | Kohji Takada         | Honda       | +38.980   | 7    |
| 10   | Hans Spaan           | Honda       | +50.530   | 6    |
| 11   | Heinz Lüthi          | Honda       | +52.290   | 5    |
| 12   | Manuel Hernández     | Honda       | +54.920   | 4    |
| 13   | Stefan Prein         | Honda       | +1:03.710 | 3    |
| 14   | Stefan Dörflinger    | Honda       | +1:14.520 | 2    |
| 15   | Paul Bordes          | Honda       | +1:31.980 | 1    |
| 16   | Juan Ramon Bolart    | JJ Cobas    | +1:32.230 |      |
| 17   | Mandy Fischer        | Noki-Rotax  | +1:35.890 |      |
| 18   | Krzysztof Galatowicz | Honda       | +1:48.090 |      |
| 19   | Claudio Macciotta    | Honda       | +1 Vuelta |      |
| 20   | Bady Hassaine        | Honda       | +1 Vuelta |      |
| 21   | Thierry Feuz         | Ferac-Rotax | +1 Vuelta |      |
| 22   | Robin Appleyard      | Honda       | +1 Vuelta |      |
| 23   | Stefano Bianchi      | Cardati     | +1 Vuelta |      |
| 24   | Pascal Serra         | Honda       | +1 Vuelta |      |
| 25   | Klaus-Dieter Kindle  | Honda       | +1 Vuelta |      |
| Ret  | Ezio Gianola         | Honda       | Ret       |      |
| Ret  | Esa Kytölä           | Honda       | Ret       |      |
| Ret  | Corrado Catalano     | Aprilia     | Ret       |      |
| Ret  | Johnny Wickström     | Honda       | Ret       |      |
| Ret  | Mike Leitner         | LCR-Rotax   | Ret       |      |
| Ret  | Manuel Herreros      | Derbi       | Ret       |      |
| Ret  | Rafael Roses         | Matrakit    | Ret       |      |
| Ret  | Fernando González    | JJ Cobas    | Ret       |      |
| Ret  | Andrés Sánchez       | Rotax       | Ret       |      |
| Ret  | Jean-Claude Selini   | Honda       | Ret       |      |
| Ret  | Luis Miguel Reyes    | Garelli     | Ret       |      |
| DNQ  | Pier Paolo Bianchi   | Cagiva      | DNQ       |      |
| DNQ  | Serge Julin          | Rotax       | DNQ       |      |
| DNQ  | Jussi Hautaniemi     | Honda       | DNQ       |      |
| DNQ  | Karl Dauer           | Hummel      | DNQ       |      |
| DNQ  | Christian Le Badezet | Honda       | DNQ       |      |
| DNQ  | Taru Rinne           | Honda       | DNQ       |      |
| DNQ  | Hubert Abold         | Honda       | DNQ       |      |
| DNQ  | Ian McConnachie      | Cagiva      | DNQ       |      |
| DNQ  | Håkan Olsson         | Honda       | DNQ       |      |
| DNQ  | Marco Cipriani       | Honda       | DNQ       |      |
| DNQ  | Günter Schirnhofer   | Honda       | DNQ       |      |
| DNQ  | Paolo Scappini       | Honda       | DNQ       |      |
| DNQ  | Jos van Dongen       | Honda       | DNQ       |      |
| DNQ  | Robin Milton         | Rotax       | DNQ       |      |
| DNQ  | Peter Baláž          | Honda       | DNQ       |      |
| DNQ  | Daniel Lanz          | Rotax       | DNQ       |      |
| DNQ  | Flemming Kistrup     | Hummel      | DNQ       |      |
| DNQ  | Stuart Edwards       | Honda       | DNQ       |      |
| DNQ  | Reiner Koster        | Rotax       | DNQ       |      |
| DNQ  | Dario Marchetti      | Honda       | DNQ       |      |
| DNQ  | Chris Baert          | Honda       | DNQ       |      |

## Resultados 80cc
Primera victoria del curso para el suizo Stefan Dörflinger por delante del piloto español y vigente campeón de la categoría Jorge Martínez Aspar. El también español de Derbi Àlex Crivillé acabó tercero.
| Pos. | Piloto               | Moto     | Tiempo     | Pts. |
| ---- | -------------------- | -------- | ---------- | ---- |
| 1    | Stefan Dörflinger    | Krauser  | 36:58.810  | 20   |
| 2    | Jorge Martínez Aspar | Derbi    | +5.120     | 17   |
| 3    | Àlex Crivillé        | Derbi    | +7.040     | 15   |
| 4    | Manuel Herreros      | Derbi    | +21.530    | 13   |
| 5    | Peter Öttl           | Krauser  | +45.200    | 11   |
| 6    | Herri Torrontegui    | Autisa   | +45.580    | 10   |
| 7    | Juhász Károly        | Krauser  | +51.610    | 9    |
| 8    | Bogdan Nikolov       | Krauser  | +1:21.340  | 8    |
| 9    | Serge Julin          | Casal    | +1:34.440  | 7    |
| 10   | Ian McConnachie      | Autisa   | +1:34.710  | 6    |
| 11   | Jos van Dongen       | Casal    | +1 Vuelta  | 5    |
| 12   | Günter Schirnhofer   | Krauser  | +1 Vuelta  | 4    |
| 13   | Jacques Bernard      | Fantic   | +1 Vuelta  | 3    |
| 14   | Hubert Abold         | Krauser  | +1 Vuelta  | 2    |
| 15   | Javier Arumi         | Krauser  | +1 Vuelta  | 1    |
| 16   | Reiner Koster        | LCR      | +1 Vuelta  |      |
| 17   | Adrie Nijenhuis      | Casal    | +1 Vuelta  |      |
| 18   | Antonio Sánchez      | JJ-Cobas | +1 Vuelta  |      |
| 19   | Jorge Cabanes        | Autisa   | +1 Vuelta  |      |
| 20   | José Saez            | Autisa   | +1 Vuelta  |      |
| 21   | Juan Esteve          | Autisa   | +2 Vueltas |      |
| 22   | Philippe Desmet      | Autisa   | +2 Vueltas |      |
| 23   | Dennis Batchelor     | Krauser  | +2 Vueltas |      |
| Ret  | Giuseppe Ascareggi   | BBFT     | Ret        |      |
| Ret  | Jaime Mariano        | JJ Cobas | Ret        |      |
| Ret  | Heinz Paschen        | Casal    | Ret        |      |
| Ret  | Gabriele Gnani       | Gnani    | Ret        |      |
| Ret  | Stefan Brägger       | Casal    | Ret        |      |
| Ret  | José Sangrador       | Autisa   | Ret        |      |
| Ret  | Emilio Palencia      | Arbizu   | Ret        |      |
| Ret  | Joaquin Gali         | Krauser  | Ret        |      |
| Ret  | Salvatore Milano     | Krauser  | Ret        |      |
| Ret  | Paul Bordes          | RB       | Ret        |      |
| Ret  | Stuart Edwards       | Casal    | Ret        |      |
| Ret  | René Dünki           | Krauser  | Ret        |      |
| Ret  | Paolo Priori         | Krauser  | Ret        |      |
| DNQ  | Chris Baert          | Casal    | DNQ        |      |
| DNQ  | Thomas Engl          | Krauser  | DNQ        |      |
| DNQ  | Fabriche Roy         | Autisa   | DNQ        |      |
| DNQ  | Juan Escuder         | Autisa   | DNQ        |      |
| DNQ  | Luis Metello         | Autisa   | DNQ        |      |